# USS Macdonough (DD-351)
DD 351 MacDonough (Корабль соединённых штатов Макдонау) — американский эсминец типа Farragut.
Заложен на верфи Boston Navy Yard 15 мая 1933 года. Спущен 22 августа 1934 года, вступил в строй 15 марта 1935 года.
Выведен в резерв 22 октября 1945 года. Из ВМС США исключён 1 ноября 1945 года.
Продан 20 декабря 1946 года фирме «George N. Nutman, Inc.» в Бруклин и разобран на слом.